# Eisenbahnunfall im Chapramari-Naturschutzgebiet
Bei dem Eisenbahnunfall im Chapramari-Naturschutzgebiet fuhr am 13. November 2013 im Naturschutzgebiet Chapramari, im Distrikt Jalpaiguri im indischen Bundesstaat Westbengalen, ein Zug der Indischen Staatsbahn in eine Elefantenherde. 7 Elefanten starben. Es soll der schwerste Unfall gewesen sein, der sich je mit Elefanten ereignete.

## Ausgangslage
Das Naturschutzgebiet Chapramari wird von der Bahnstrecke Shiliguri–Malbazar gequert. Hier leben auch wilde asiatische Elefanten, von denen es in Indien noch insgesamt etwa 26.000 geben soll.
Im Naturschutzgebiet Chapramari kam es schon wiederholt zu Eisenbahnunfällen mit Elefanten. Bei einem Unfall am 8. Februar 2002 wurde ein Elefant getötet und zwei verletzt, 2007 wurden insgesamt 20 Elefanten bei mehreren Unfällen mit Zügen angefahren und starben und bei einem weiteren Eisenbahnunfall 2010 wurden sieben Elefanten getötet. Letzterer Unfall führte zu einer Geschwindigkeitsbeschränkung für Züge in Bereichen des Schutzgebietes, in denen Elefanten vorkommen, auf 40 km/h.
Am 13. November 2013 näherte sich gegen 17:40 Uhr der Kavi Guru Express, Zug Nr. 19709, von Jaipur nach Kamakhya der Eisenbahnbrücke über die Jaldhaka. Ebenfalls in Ufernähe, nahe dem Wasser, aber ebenfalls im Bereich der Gleise, stand eine Herde von 40 bis 50 Elefanten.

## Unfallhergang
Der Zug war mit einer Geschwindigkeit von etwa 80 km/h unterwegs – und damit doppelt so schnell, wie nach der Geschwindigkeitsbegrenzung erlaubt. Der Lokomotivführer konnte nicht mehr rechtzeitig bremsen, als er die Elefanten sah, und fuhr in die Herde hinein.

## Folgen
7 Elefanten starben, 10 weitere wurden verletzt. Ein Elefant starb, weil er in die Brückenkonstruktion geschleudert wurde, wo der Kadaver später herausgeschnitten werden musste. Die Tiere der Herde ergriffen, soweit sie noch laufen konnten, zunächst die Flucht, kehrten aber bald an die Unfallstelle zu den verletzten Tieren zurück.
Die Strecke blieb für 12 Stunden gesperrt, der Verkehr musste großräumig umgeleitet werden. Soweit verletzte Elefanten nicht mehr laufen konnten, wurden sie vor Ort medizinisch versorgt.
In Jalpaiguri kam es zu einer öffentlichen Demonstration gegen die vermeintliche Missachtung der Geschwindigkeitsbeschränkung bei der Bahn – auch weil diese Verstöße wohl öfter vorkamen. Es wurde auch darauf hingewiesen, dass Indian Railways ausgerechnet ein Elefantenkalb als Maskottchen führt. Der Staatsminister im indischen Eisenbahnministerium Adhir Ranjan Chowdhury wies hingegen darauf hin, dass der Unfall außerhalb der Bereiche geschehen sei, die als von Elefanten genutzt gelten, und dass die Verantwortung für den Schutz der Elefanten bei den für das Naturschutzgebiet Verantwortlichen und nicht bei der Bahn liege.